# Parabopyrella lata
Parabopyrella lata är en kräftdjursart som först beskrevs av Hugo Frederik Nierstrasz och Brender a Brandis 1929.  Parabopyrella lata ingår i släktet Parabopyrella och familjen Bopyridae. Inga underarter finns listade i Catalogue of Life.